# 海龙镇 (遵义市)
海龙镇，是中华人民共和国贵州省遵义市红花岗区下辖的一个乡镇级行政单位。

## 行政区划
海龙镇下辖以下地区：
桂花村、龙泉村、贡米村和温泉村。